# Cryptotis parva
Cryptotis parva är en däggdjursart som först beskrevs av Thomas Say 1823.  Cryptotis parva ingår i släktet pygménäbbmöss och familjen näbbmöss. IUCN kategoriserar arten globalt som livskraftig.
Artepitet parva i det vetenskapliga namnet är det latinska ordet för liten.

## Utseende
Arten blir med svans 70 till 92 mm lång (enligt en annan källa 67 till 103 mm) och den väger 3 till 6 g. Själva svansen är 12 till 26 mm lång. Pälsen på ovansidan är under sommaren gråbrun och under vintern mörkbrun till rödbrun. På undersidan förekommer ljusare päls. Hanar och honor har doftkörtlar vid kroppens sidor. Liksom hos andra näbbmöss förekommer en spetsig långdragen nos och små ögon.
Cryptotis parva skiljer sig från andra arter i samma släkte genom en avvikande tanduppsättning. Den har i varje övre käkhalva en framtand med två spetsiga knölar och sedan fyra tänder med en spets. Andra näbbmöss från samma släkte har efter den första framtanden bara tre spetsiga tänder. Dessutom tillkommer kindtänderna. Tandformeln är därför I 1/1 U 4/1 P 1/1 M 3/3, alltså 30 tänder. De fyra spetsiga tänderna betraktas här inte som hörntänder (Dens caninus). De fick istället ett U (unicuspids) som symbol.

## Utbredning och habitat
Denna näbbmus förekommer i sydöstra Kanada, östra USA och Mexiko. Den lever i låglandet och i bergstrakter upp till 2750 meter över havet. Habitatet utgörs främst av öppna landskap som gräsmarker, regioner med några buskar eller träd samt områden nära sjöar som liknar marskland. Vanligen finns ett tätare växtskikt med örter eller ett lövskikt på marken. Ibland hittas arten i tätare buskskogar, blandskogar, molnskogar eller i mera torra slättland nära havet.
Tidigare räknades liknande näbbmöss som förekommer söder om Mexiko och fram till Panama till Cryptotis parva. De godkänns numera som arter, bland annat Cryptotis orophila.

## Ekologi
Cryptotis parva har huvudsakligen insekter, daggmaskar och andra ryggradslösa djur som föda. Ibland äter den olika växtdelar. Arten är allmänt gömd och svårfångad för människor. Att den förekommer i ett visst område är oftast känt från kvarlevor i ugglornas spybollar.
Arten har liksom andra näbbmöss en hög ämnesomsättning. Individer som fångades i Florida och som troligen var Cryptotis parva åt under 24 timmar föda som motsvarade näbbmössens egen vikt. Zoologerna hittade i några fall flera exemplar i samma gömställe vad som indikerar att arten är mer social än andra näbbmöss. Cryptotis parva bygger bon av blad och gräs som göms i växtligheten på marken. De största bon som upptäcktes var 15 cm lång och 10 cm bred eller de hade en cirkelrund grundform med en diameter av 18 cm och en höjd av 5 cm.
Fortplantningstiden sträcker sig antagligen över hela året eller i norra delen av utbredningsområdet från mars till november. Dräktigheten varar 21 till 23 dagar. Nyfödda ungar är cirka 22 mm långa och bara 0,3 g tunga. Ungarna diar sin mor ungefär tre veckor.

## Underarter
Arten delas in i följande underarter:
- C. p. berlandieri
- C. p. floridana
- C. p. parva
- C. p. pueblensis
- C. p. soricina

## Bildgalleri

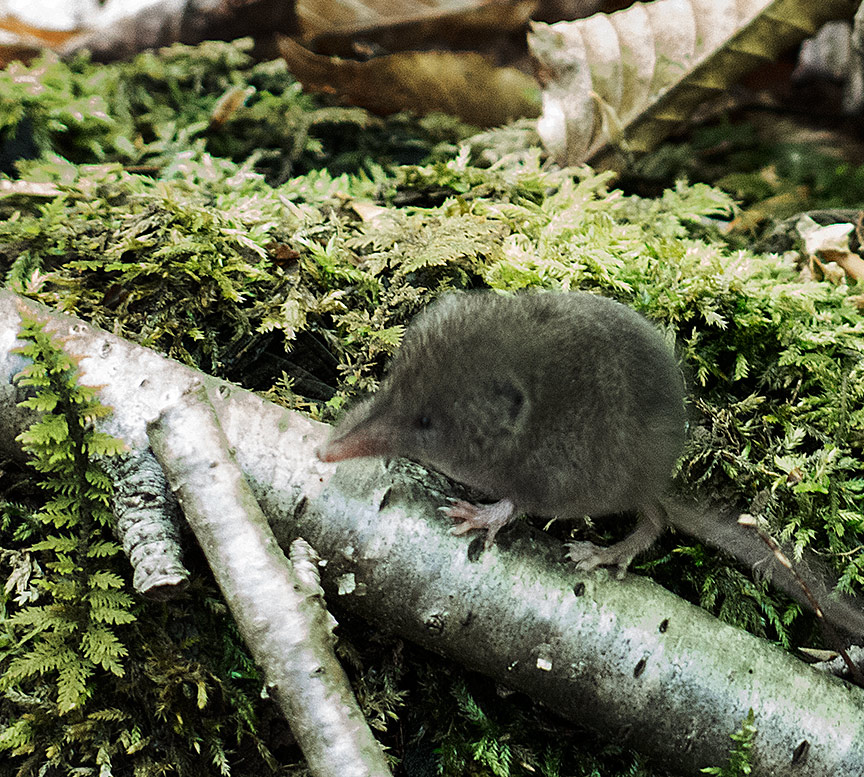